# Dęby pokoju
Dęby Pokoju – pięć drzew dębowych zasadzonych na planie krzyża 9 kwietnia 1871 roku w „Pięknej Dolinie” – dzielnicy miasta Żagań, w celu uczczenia zakończenia wojny francusko-pruskiej. Koło dębów były postawione kamienie z nazwiskami bohaterów tamtych wydarzeń, czyli: „Fűrst Bismarck Eiche”, „Gr. Moltke Eiche”, „Prinz Fried. Karl Eiche” i „Kronprinz Eiche” oraz jeden obecnie nieczytelny.
Drzewa te zostały wycięte po II wojnie światowej, a cztery z pięciu pamiątkowych kamieni zostały skradzione w 2009 roku.